# Blaž Kramer
Blaž Kramer (Celje, 1 juni 1996) is een Sloveens voetballer die speelt als aanvaller voor het Turkse Konyaspor.

## Carrière
Kramer maakte zijn profdebuut voor NK Šampion waar hij drie seizoenen bleef maar vertrok met maar een wedstrijd op de teller. Hij sloot zich aan bij NK Aluminij, waar hij één seizoen bleef en vervolgens naar de tweede ploeg van VfL Wolfsburg overstapte daar werd hij basisspeler en vertrok op het einde van het seizoen naar het Zwitserse FC Zürich.
Kramer was jeugdinternational voor zijn land en is nadien ook gaan spelen in het Sloveense nationale elftal.

## Statistieken
| Seizoen         | Club             | Land                 | Competitie        | Competitie | Competitie | Beker | Beker | Europees | Europees | Totaal | Totaal |
| Seizoen         | Club             | Land                 | Competitie        | Wed.       | Dlp.       | Wed.  | Dlp.  | Wed.     | Dlp.     | Wed.   | Dlp.   |
| --------------- | ---------------- | -------------------- | ----------------- | ---------- | ---------- | ----- | ----- | -------- | -------- | ------ | ------ |
| 2013/14         | NK Šampion       | Vlag van Slovenië    | 2. slovenska liga | 1          | 0          | 0     | 0     | ―        | ―        | 1      | 0      |
| 2014/15         | NK Šampion       | Vlag van Slovenië    | 2. slovenska liga | 0          | 0          | 0     | 0     | ―        | ―        | 0      | 0      |
| 2015/16         | NK Šampion       | Vlag van Slovenië    | 2. slovenska liga | 0          | 0          | 0     | 0     | ―        | ―        | 0      | 0      |
| 2016/17         | NK Aluminij      | Vlag van Slovenië    | 1. slovenska liga | 28         | 6          | 2     | 0     | ―        | ―        | 30     | 6      |
| 2017/18         | VfL Wolfsburg II | Vlag van Duitsland   | Regionalliga Nord | 30         | 19         | 0     | 0     | ―        | ―        | 30     | 19     |
| 2018/19         | VfL Wolfsburg II | Vlag van Duitsland   | Regionalliga Nord | 18         | 8          | 0     | 0     | ―        | ―        | 18     | 8      |
| 2019/20         | FC Zürich        | Vlag van Zwitserland | Super League      | 31         | 10         | 2     | 0     | ―        | ―        | 33     | 10     |
| 2020/21         | FC Zürich        | Vlag van Zwitserland | Super League      | 32         | 7          | 1     | 0     | ―        | ―        | 33     | 7      |
| Carrière totaal | Carrière totaal  | Carrière totaal      | Carrière totaal   | 140        | 50         | 5     | 0     | 0        | 0        | 145    | 50     |

1 Kostadinović ·
2 Kamberi ·
3 Guerrero ·
4 Omeragić ·
6 Aliti ·
7 Krasniqi ·
8 Janjičić ·
9 Ceesay ·
10 Marchesano ·
11 Koide ·
14 Buschman-Dormond ·
15 Aiyegun ·
16 Hornschuh ·
17 Reichmuth ·
18 Kramer ·
19 Boranijašević ·
20 Doumbia ·
21 Džemaili ·
22 Gnonto ·
23 Rohner ·
24 Ćorić ·
25 Brecher  ·
26 Khelifi ·
29 Pollero ·
31 Kryeziu ·
33 Seiler ·
34 De Nitti ·
36 Frei ·
39 Gogia ·
42 Wallner ·
78 Leitner ·
Coach: Breitenreiter